# Как (озеро, Интернациональный сельский округ)
Как (каз. Қақ, Кіші Қақ) — озеро в Интернациональном сельском округе Тимирязевского района Северо-Казахстанской области Казахстана. Находится в 13 км к юго-западу от села Дмитриевка, в 5 км к востоку от села Акжан и в 12 км к востоку от села Тимирязево.
По данным топографической съёмки 1940-х годов, площадь поверхности озера составляет 45,12 км². Наибольшая длина озера — 9 км, наибольшая ширина — 6,1 км. Длина береговой линии составляет 37,6 км, развитие береговой линии — 1,56. Озеро расположено на высоте 156,5 м над уровнем моря.
Озеро входит в перечень рыбохозяйственных водоёмов местного значения.